# Plesiastrea versipora
Plesiastrea versipora är en korallart som först beskrevs av Jean-Baptiste Lamarck 1816.  Plesiastrea versipora ingår i släktet Plesiastrea och familjen Faviidae. IUCN kategoriserar arten globalt som livskraftig. Inga underarter finns listade i Catalogue of Life.